# مسجد ملا عبدالخالق
مسجد ملا عبدالخالق مربوط به اتابکان- دوره زند است و در یزد، محله یوز داران، کوچه حمام بکشاه (بخشاه) واقع شده و این اثر در تاریخ ۷ مهر ۱۳۸۱ با شمارهٔ ثبت ۶۳۲۴ به‌عنوان یکی از آثار ملی ایران به ثبت رسیده است.